# Tyler Anderson
Tyler John Anderson (Las Vegas, 30 dicembre 1989) è un giocatore di baseball statunitense che gioca nel ruolo di lanciatore per i Los Angeles Angels della Major League Baseball (MLB).

## Carriera

### Inizi e Minor League (MiLB)
Selezionato dai Colorado Rockies con la ventesima scelta al draft MLB del 2011, ha iniziato a giocare nelle leghe minori nel 2012. Nel 2014 è approdato per la prima volta in classe Doppio-A con i Tulsa Drillers, mentre nel maggio 2016 è stato promosso in classe Triplo-A con gli Albuquerque Isotopes.

### Major League (MLB)
Il suo debutto assoluto in MLB è avvenuto il 12 giugno 2016, chiamato temporaneamente dai Colorado Rockies a seguito di un infortunio occorso a Jake McGee. Ha poi continuato a giocare in MLB anche nel resto della stagione, chiusa con un bilancio di 5-6 e una media PGL di 3,54 in 19 partenze. L'anno seguente ha collezionato 6 vittorie e 6 sconfitte, con una media PGL di 4,81 in 17 games, tuttavia nel corso dell'annata ha saltato circa due mesi e mezzo a causa di un'infiammazione al ginocchio sinistro che lo ha portato ad operarsi. Ha chiuso poi la stagione 2018 con un bilancio di 7-9 con una media PGL di 4,55 in 32 partenze. La sua stagione 2019 è stata condizionata da problemi fisici: ha infatti disputato solo cinque partite, a causa di un'infiammazione al ginocchio sinistro e soprattutto a causa dell'intervento chirurgico per correggere un difetto al tessuto cartilagineo del ginocchio sinistro, operazione che di fatto ha chiuso in anticipo la sua annata.
Il 3 dicembre 2019, in vista della stagione successiva, i San Francisco Giants hanno ingaggiato Anderson con un contratto annuale. A causa dell'operazione chirurgica avuta in precedenza ai tempi di Denver, tuttavia, è tornato in campo per la prima volta in MLB il 24 luglio 2020. In 13 presenze, di cui 11 partenze, ha avuto un record di 4–3 e una media PGL di 4,37.
Nel 2021 si è diviso tra la parentesi ai Pittsburgh Pirates, con cui ha firmato il 17 febbraio e con cui ha viaggiato a 5-8 con 4,35 di media PGL in 18 partenze, e quella ai Seattle Mariners, a cui è stato scambiato il 28 luglio in cambio di Carter Bins and Joaquin Tejada.
Il 18 marzo 2022, Anderson è approdato ai Los Angeles Dodgers con un contratto di un anno. Inizialmente ha iniziato la stagione nel bullpen, ma successivamente è entrato nelle rotazioni dei partenti tanto da guadagnarsi una chiamata all'All-Star Game, grazie a una prima parte di stagione da 10 vittorie e 1 sconfitta, e una media PGL di 2,96.